# Liste der denkmalgeschützten Objekte in Podhradie (Topoľčany)
Die Liste der denkmalgeschützten Objekte in Podhradie enthält die 24 nach slowakischen Denkmalschutzvorschriften geschützten Objekte in der Gemeinde Podhradie im Okres Topoľčany.

## Denkmäler
| Foto |                 | Denkmal / č. ÚZPF                                | Standort / Konskr. Nr.                     | Offizielle Beschreibung                      | Beschreibung                              | Metadaten                                                               |
| ---- | --------------- | ------------------------------------------------ | ------------------------------------------ | -------------------------------------------- | ----------------------------------------- | ----------------------------------------------------------------------- |
| BW   | Datei hochladen | Denkmal(sk) ObjektID: 406-233/0                  | Standort KG: Podhradie Konskr.Nr.:         | padlí v SNP;Politzer E.,Garach F.            | für die Gefallenen des Nationalaufstandes | č. NKP: 406-233/0 Stand des NKP: 2012-02-08 Name: POMNÍK                |
| ja   | Datei hochladen | Burg(sk) Burg Topoltschan ObjektID: 406-235/0    | Standort KG: Podhradie Konskr.Nr.:         | skúmané;                                     | untersucht                                | č. NKP: 406-235/0 Stand des NKP: 2012-02-08 Name: HRADISKO              |
|      | Datei hochladen | Gedenktafel(sk) ObjektID: 406-2042/0             | KG: Podhradie Konskr.Nr.:                  | padlí partizáni;                             | für die gefallenen Partisanen             | č. NKP: 406-2042/0 Stand des NKP: 2012-02-08 Name: TABUĽA PAMÄTNÁ       |
| ja   | Datei hochladen | Wohnturm(sk) ObjektID: 406-234/1                 | 222 Standort KG: Podhradie Konskr.Nr.: 222 | hradné jadro;Hrad Topoľčany,donjon           | Kernburg, Bergfried                       | č. NKP: 406-234/1 Stand des NKP: 2012-02-08 Name: VEŽA OBYTNÁ           |
| ja   | Datei hochladen | Burgmauer 1(sk) ObjektID: 406-234/2              | 222 Standort KG: Podhradie Konskr.Nr.: 222 | hradné jadro;hradby hradného jadra           | Kernburg                                  | č. NKP: 406-234/2 Stand des NKP: 2012-02-08 Name: MÚR HRADBOVÝ I.       |
|      | Datei hochladen | Burgpalast(sk) ObjektID: 406-234/3               | 222 KG: Podhradie Konskr.Nr.: 222          | hradné jadro;goticko-renesančný palác        | Kernburg, gotisch-Renaissance-Palast      | č. NKP: 406-234/3 Stand des NKP: 2012-02-08 Name: PALÁC HRADNÝ          |
|      | Datei hochladen | Schlosshof(sk) ObjektID: 406-234/4               | 222 KG: Podhradie Konskr.Nr.: 222          | hradné jadro;horné nádvorie                  | Kernburg, oberer Hof                      | č. NKP: 406-234/4 Stand des NKP: 2012-02-08 Name: NÁDVORIE HRADNÉ I.    |
|      | Datei hochladen | Parkmauer(sk) ObjektID: 406-234/5                | 222 KG: Podhradie Konskr.Nr.: 222          | hradné jadro;parkán s múrom                  | Kernburg                                  | č. NKP: 406-234/5 Stand des NKP: 2012-02-08 Name: MÚR PARKANOVÝ         |
|      | Datei hochladen | westliche Kanonenbastion(sk) ObjektID: 406-234/6 | 222 KG: Podhradie Konskr.Nr.: 222          | hradné jadro;                                | Kernburg                                  | č. NKP: 406-234/6 Stand des NKP: 2012-02-08 Name: BAŠTA DELOVÁ ZÁPADNÁ  |
|      | Datei hochladen | Fragment der Burgbrücke(sk) ObjektID: 406-234/7  | 222 KG: Podhradie Konskr.Nr.: 222          | hradné jadro;fragment piliera mostu          | Kernburg, Teil der Brückenpfeiler         | č. NKP: 406-234/7 Stand des NKP: 2012-02-08 Name: MOST HRADNÝ-FRAGMENT  |
|      | Datei hochladen | Burggraben(sk) ObjektID: 406-234/8               | 222 KG: Podhradie Konskr.Nr.: 222          | hradné jadro;okružná priekopa                | Kernburg, Ringgraben                      | č. NKP: 406-234/8 Stand des NKP: 2012-02-08 Name: PRIEKOPA              |
|      | Datei hochladen | Burgmauer 2(sk) ObjektID: 406-234/9              | 222 KG: Podhradie Konskr.Nr.: 222          | predhradie I.;hradby 1.predhradia            | 1. Wehr                                   | č. NKP: 406-234/9 Stand des NKP: 2012-02-08 Name: MÚR HRADBOVÝ II.      |
|      | Datei hochladen | östliche Wehr(sk) ObjektID: 406-234/10           | 222 KG: Podhradie Konskr.Nr.: 222          | predhradie I.;                               | 1. Wehr                                   | č. NKP: 406-234/10 Stand des NKP: 2012-02-08 Name: PREDBRÁNIE VÝCHODNÉ  |
| ja   | Datei hochladen | südliche Kanonenbastion(sk) ObjektID: 406-234/11 | 222 KG: Podhradie Konskr.Nr.: 222          | predhradie I.;štvorboká bašta                | 1. Wehr, tetraedrische Bastion            | č. NKP: 406-234/11 Stand des NKP: 2012-02-08 Name: BAŠTA DELOVÁ JUŽNÁ   |
|      | Datei hochladen | Wirtschaftstrakt(sk) ObjektID: 406-234/12        | 222 KG: Podhradie Konskr.Nr.: 222          | predhradie I.;                               | 1. Wehr                                   | č. NKP: 406-234/12 Stand des NKP: 2012-02-08 Name: STAVBY HOSPODÁRSKE   |
| ja   | Datei hochladen | westliche Wehr(sk) ObjektID: 406-234/13          | 222 KG: Podhradie Konskr.Nr.: 222          | predhradie I.;                               | 1. Wehr                                   | č. NKP: 406-234/13 Stand des NKP: 2012-02-08 Name: PREDBRÁNIE ZÁPADNÉ   |
| ja   | Datei hochladen | westliche Bastion(sk) ObjektID: 406-234/14       | 222 KG: Podhradie Konskr.Nr.: 222          | predhradie I.;                               | 1. Wehr                                   | č. NKP: 406-234/14 Stand des NKP: 2012-02-08 Name: BASTIÓN ZÁPADNÝ      |
|      | Datei hochladen | östliche Bastion(sk) ObjektID: 406-234/15        | 222 KG: Podhradie Konskr.Nr.: 222          | predhradie I.;                               | 1. Wehr                                   | č. NKP: 406-234/15 Stand des NKP: 2012-02-08 Name: BASTIÓN VÝCHODNÝ     |
|      | Datei hochladen | Schlosshof 2(sk) ObjektID: 406-234/16            | 222 KG: Podhradie Konskr.Nr.: 222          | predhradie I.;stredné nádvorie               | 1. Wehr, mittlerer Hof                    | č. NKP: 406-234/16 Stand des NKP: 2012-02-08 Name: NÁDVORIE HRADNÉ II.  |
|      | Datei hochladen | Burgmauer 3(sk) ObjektID: 406-234/17             | 222 KG: Podhradie Konskr.Nr.: 222          | predhradie II.;hradby 2.predhradia           | 2. Wehr                                   | č. NKP: 406-234/17 Stand des NKP: 2012-02-08 Name: MÚR HRADBOVÝ III.    |
|      | Datei hochladen | nördliche Bastion(sk) ObjektID: 406-234/18       | 222 KG: Podhradie Konskr.Nr.: 222          | predhradie II.;otvorená severná baštička     | 2. Wehr                                   | č. NKP: 406-234/18 Stand des NKP: 2012-02-08 Name: BAŠTA SEVERNÁ        |
|      | Datei hochladen | südliche Bastion(sk) ObjektID: 406-234/19        | 222 KG: Podhradie Konskr.Nr.: 222          | predhradie II.;otvorená južná baštička       | 2. Wehr                                   | č. NKP: 406-234/19 Stand des NKP: 2012-02-08 Name: BAŠTA JUŽNÁ          |
|      | Datei hochladen | südwestliche Bastion(sk) ObjektID: 406-234/20    | 222 KG: Podhradie Konskr.Nr.: 222          | predhradie II.;otvorená juhozápadná baštička | 2. Wehr                                   | č. NKP: 406-234/20 Stand des NKP: 2012-02-08 Name: BAŠTA JUHOZÁPADNÁ    |
|      | Datei hochladen | Schlosshof 3(sk) ObjektID: 406-234/21            | 222 KG: Podhradie Konskr.Nr.: 222          | predhradie II.;dolné nádvorie,refúgium       | 2. Wehr                                   | č. NKP: 406-234/21 Stand des NKP: 2012-02-08 Name: NÁDVORIE HRADNÉ III. |

## Legende
Die Tabelle enthält im Einzelnen folgende Informationen:
| Foto:                    | Fotografie des Denkmals. |
| Denkmal / č. ÚZPF:       | Die Übersetzung der Bezeichnung des Denkmals, wie sie vom Slowakischen Denkmalamt (Pamiatkový úrad Slovenskej republiky) verwendet wird. Die Originalbezeichnung ist unter dem Fragezeichen angegeben. Fehlt die Übersetzung, so wird die Originalbezeichnung direkt angezeigt. Weiters ist die Objekt-Identifikationsnummer (Objekt ID) angeführt. Sie ist die offizielle, in der Slowakei eindeutige Nummer č. ÚZPF inklusive der zugehörigen Zählnummer, wie sie in den Daten des Denkmalamtes angegeben wird. Da diese nur innerhalb eines Landkreises gezählt wird, ist dessen Nummer der Denkmalnummer vorangestellt. |
| Standort:                | Wenn in der Liste vorhanden, ist die Adresse angegeben. In Klammern kann sich noch eine zusätzliche Adresse befinden, wenn es beispielsweise ein Eckhaus ist. Bei freistehenden Objekten ohne Adresse (zum Beispiel bei Bildstöcken) ist eine Adresse angegeben, die in der Nähe des Objekts liegt. Durch Aufruf des Links Standort wird die Lage des Denkmals in verschiedenen Kartenprojekten angezeigt. Darunter sind die Katastralgemeinde (KG) und, wenn vorhanden, die Konskriptionsnummer (Konskr. Nr.) angegeben.                                                                                                   |
| Offizielle Beschreibung: | Es ist die Kurzbeschreibung auf Slowakisch, wie sie in den offiziellen Listen angegeben ist, eingetragen. |
| Beschreibung:            | Kurze Angaben zum Denkmal auf Deutsch. |
| Metadaten:               | Zusätzlich werden, wenn in den persönlichen Einstellungen das Helferlein Dauerhaftes Einblenden von Metadaten aktiviert ist, ebensolche angezeigt. |

- Karte mit allen Koordinaten:
- OSM |
- WikiMap